# 河合由朗
河合 由朗（かわい よしろう、1967年 - ）は、愛知県出身のデザイナー、ディレクター。有限会社河合由朗事務所の代表。
1998年に京都の呉服メーカーを経て独立。個展などで自身のデザインを広げる。2006年には、大分県湯布院の旅館、界ASOのウエア・雑貨のデザイン。2007年に、和装・和雑貨を販売する、株式会社江戸前の代表に就任し、ペニンシュラやパリの有名レストランとの和装デザインで注目を集める。2008年にはダンヒルの着物をデザイン。2009年は和テイストのタウンウエアー、波芝も発表。

## 主な仕事

### 個展
- 1999年　銀座・ギャラリーヤマト「季のいろ展」
- 2000年　京都・境町画廊「日出ずる国の服展」
- 2001年　京都・境町画廊「今昔洒落模様展」
- 2002年　京都・ギャラリーミント「それぞれのきもの made in Japan展」
- 2003年　東京・広尾ギャラリー「一枚のきもの・デザイン展」
- 2004年　東京・紀尾井アートギャラリー「格子と縞展」
- 2004年　京都・風蝶庵「それぞれのきもの・CLASSIC展」
- 2005年　東京・代官山ビスポークギャラリー「和の夕べ」
- 2008年　東京・帝国ホテル　銀座名店会　創業10周年記念個展「更紗・格子と縞」
- 2009年　東京・品川一穂堂ギャラリー「男のきもの〜カワイヨシロウ展」

### デザイン・企画・製作
- 2001年　「今昔洒落模様展」にて、灯・ループァ作成（染型紙を使用したルームランプ」
- 2006年　界ASO・スタッフウエア　ゲストウエア　小物類
- 2007年　ザ・ペニンシュラ東京・ルームウエア
- 2007年　ロブション名古屋・名古屋松坂屋　スタッフウエア
- 2007年　香港・Qlub Qube project team
- 2007年　香港・鮨久　スタッフウエア
- 2007年　「ALFRED DUNHIL 男のきもの展」
- 2009年　「波芝ーNAMISHIBA」OFF WEAR（洋服）を発表
- 2010年　祇園佐川急便/work wear デザイン・制作
- 2010年　すし道　真次/ラッフルズホテル　のれん、ユニフォーム製作
- 2012年　リッツカールトン沖縄 　ルームウェア(浴衣タイプ)　企画、製作
- 2012年　佐川急便 東京スカイツリー  ワークウェアデザイン、製作
- 2012年　JTCC 山中湖サロン  ゲストウェア(浴衣タイプ) デザイン、製作
- 2013年　リッツカールトン京都　　ゲストウェア(浴衣タイプ)  デザイン、製作
- 2013年　銀座CAVE+SRｈ 業態監修、店舗・ユニフォーム　デザイン、製作
- 2014年　アマン東京　オールスタッフユニフォーム　デザイン、製作
- 2015年　宮崎シーガイア　シェラトン・グランデ　　オールスタッフユニフォーム　デザイン、製作
- 2015年　ゲストウェア(部屋着、館内着)　デザイン、製作
- 2015年　銀座　ダイニングバー・サンク　業態監修、店舗改修プロデュース、ユニフォーム製作
- 2015年　SEKAI NO OWARI オリジナル浴衣セット　企画・デザイン・製作
- 2015年　RIP SLYME×江戸前　コラボ　ワッペンTシャツ　企画・デザイン・製作
- 2016年　OKADA RESORT マニラ　　和食4業態　オールスタッフユニフォーム製作
- 2016年　銀座OKAMI　BAR　業態監修、プロデュース
- 2017年　市川右團次襲名披露記念品　デザイン・製作
- 2017年　WIRED HOTEL 浅草　ルームウェア　デザイン・製作
- 2017年　ハイアットセントリック銀座　　アートワーク・ルームウェア　デザイン・製作
- 2018年　ベラビスタ　スパ&マリーナ尾道　客室備品　企画・デザイン・製作
- 2019年　ハレクラニ沖縄　ホテル内備品、客室備品　製作
- 2019年　おおきに料理店、おおきに迎賓館　スタッフユニホーム　プロデュース・監修・製作
- 2020年　ANAインターコンチネンタル石垣リゾート新館　オールスタッフユニフォーム　企画・デザイン・製作
- 2020年　RAFFLES BALI ルームウェア　デザイン・製作
- 2020年　ザ・リッツ・カールトン日光　ルームウェア　デザイン　製作
- 2020年　HOTEL THE MITSUI KYOTO きものスタッフユニフォーム　プロデュース・監修・製作
- 2023年　Nexes to the future～Crafting Japan in Kudan-house

### その他
- 2007年　MADE IN GINZAプロジェクト参加
- 2007年　銀座くのや・170周年記念プロジェクトチーム参加
- 2009年　カワイヨシロウ x NAGAE「江戸意匠＜KAMISHIMO＞の新たな世界
- 2011年　SuRow派　debut (SU –RIP SLYME+KawaiYoshiro)  “Made in Japan”推進ユニット
- 2012年　Ginza fashion week/ Runway 参加
- 2024年　LONDON CRAFT WEEK 2024 参加-Crafting Japan

## ブランドユニット
- 和服調進
- LUCK-TO-U
- 波芝NAMISHIBA
- SuRow派